# Marina Morel
Marina Morel é uma ex-patinadora artística francesa, que competiu em provas na dança no gelo. Ela conquistou uma medalha de prata e uma de bronze no Campeonato Mundial Júnior ao lado de Gwendal Peizerat.

## Principais resultados

### Com Gwendal Peizerat
| Resultados                                            | Resultados        | Resultados    | Resultados       | Resultados        | Resultados       | Resultados    | Resultados    | Resultados    | Resultados    | Resultados    | Resultados    | Resultados    |
| Internacional                                         | Internacional     | Internacional | Internacional    | Internacional     | Internacional    | Internacional | Internacional | Internacional | Internacional | Internacional | Internacional | Internacional |
| Evento/Temporada                                      | 1988– 1989        |               | 1990– 1991       | 1991– 1992        | 1992– 1993       |               |               |               |               |               |               |               |
| ----------------------------------------------------- | ----------------- | ------------- | ---------------- | ----------------- | ---------------- | ------------- | ------------- | ------------- | ------------- | ------------- | ------------- | ------------- |
| Campeonato Europeu                                    |                   |               | 12.ª             |                   |                  |               |               |               |               |               |               |               |
| Grand Prix International de Paris                     |                   |               | 7.ª              | 6.ª               |                  |               |               |               |               |               |               |               |
| Piruetten                                             |                   |               |                  | Medalha de bronze |                  |               |               |               |               |               |               |               |
| Internacional – Júnior                                |                   |               |                  |                   |                  |               |               |               |               |               |               |               |
| Campeonato Mundial Júnior                             | Medalha de bronze |               | Medalha de prata |                   |                  |               |               |               |               |               |               |               |
| Nacional                                              |                   |               |                  |                   |                  |               |               |               |               |               |               |               |
| Campeonato Francês                                    |                   |               |                  | Medalha de bronze | Medalha de prata |               |               |               |               |               |               |               |
|                                                       |                   |               |                  |                   |                  |               |               |               |               |               |               |               |
| Legenda: Competição não foi disputada nesta temporada |                   |               |                  |                   |                  |               |               |               |               |               |               |               |